# Genová rodina

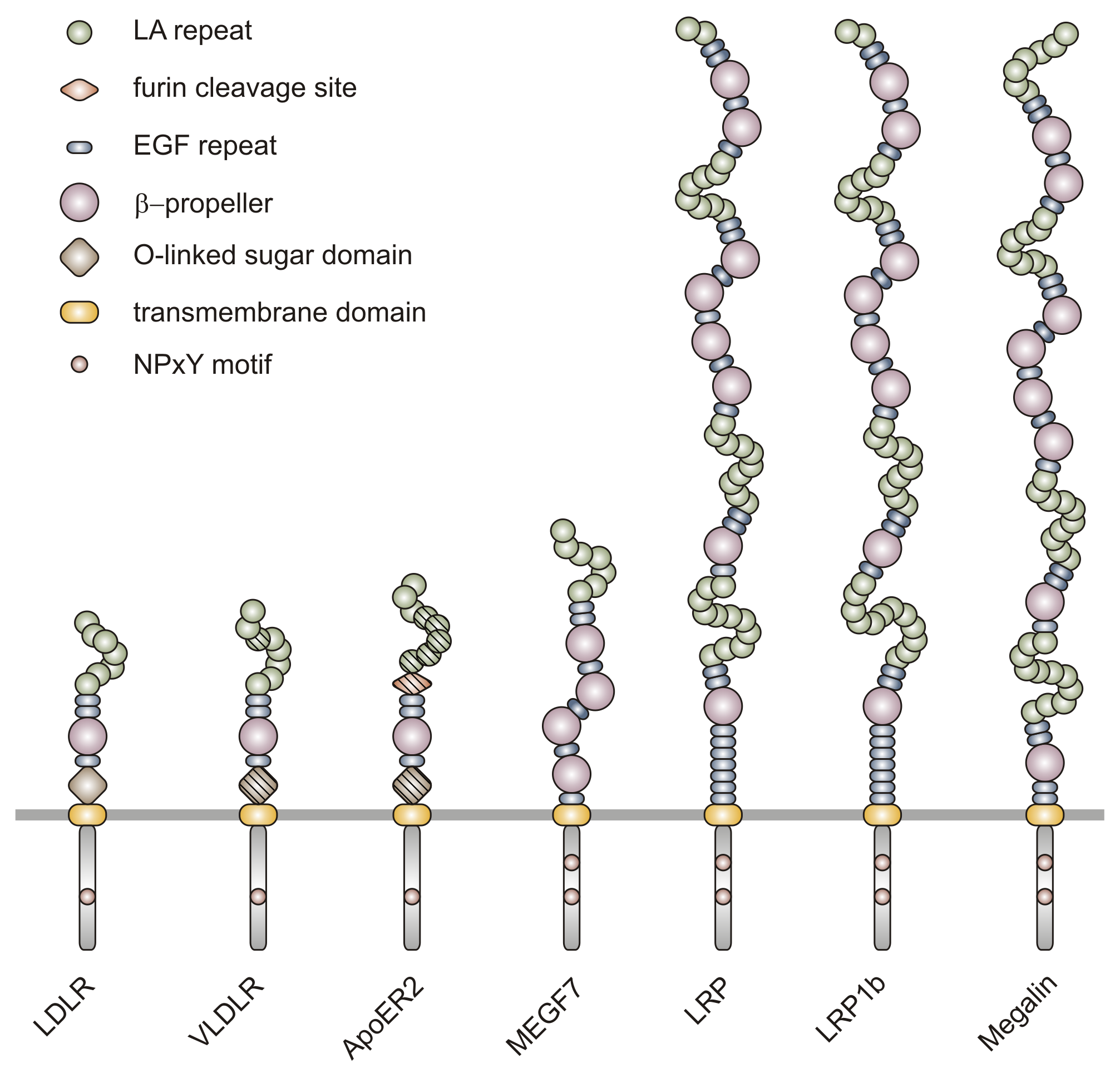
Tyto proteiny jsou produkty jednotlivých členů genové rodiny LDL receptorů

Genová rodina je skupina příbuzných genů, které kódují podobné bílkovinné produkty. Každá genová rodina historicky vzniká postupnou duplikací genů a jejich postupnou evolucí (na základě mutací), přičemž mohou kódované proteiny dokonce získávat nové funkce. Geny z jedné genové rodiny jsou buď seřazeny na jednom chromozomu, ale mnohdy jsou dokonce rozptýleny po celém genomu na několika chromozomech.
Genové rodiny je někdy možné seskupovat do genových superrodin („superfamilies“). Například mezi členy Ig superrodiny patří imunoglobulinová genová rodina, HLA geny či TCR.

## Počet genových rodin
Na základě znalosti genomů různých organismů je možno srovnávat geny jednotlivých skupin a vytvářet genové rodiny, které zahrnují geny od různých druhů organismů ze všech tří domén života, bakterií, archeí a eukaryot. Ve skutečnosti je ale spíše vzácností, když se nějaká genová rodina prokazatelně vyskytuje u všech forem pozemského života. Jedna studie například odhalila 2264 genových rodin, ale pouze 76 bylo nalezeno u všech studovaných organismů. Poněkud vyšší číslo, asi 239 genových rodin, se nachází alespoň u jednoho zástupce od každé ze tří domén života. Většina z těchto genových rodin se účastní tak fundamentálních procesů, jako je translace, výroba ribozomů a metabolismus aminokyselin či jejich transport.

## Lidské genové rodiny
Počet genových rodin v lidském genomu, které jsou zastoupené alespoň třemi zástupci, podle jedné studie z roku 2006 dosahuje čísla 716. Komise HUGO Gene Nomenclature Committee, která spadá pod projekt čtení lidského genomu, usiluje o lepší organizaci genů v hierarchické struktuře.